# Стефан Бенедетті
Стефан Бенедетті (фр. Stéphane Benedetti, 1951) — 7-й дан Айкідо (Айкікай).
Відкрив для себе айкідо в 1966 році на берегах Балтійського моря під час семінару з дзюдо.
Сходознавець, фахівець з історії релігії, провів 8 років у Японії. Після повернення з Японії оселився в Екс-ан-Провансі, де навчався під керівництвом Тамурои Нобуесі Сіхана (8-й дан Айкікай). Викладаючи регулярно в своєму додзьо в Ексі, знаходив час подорожувати всією Європою і ділитися своїм досвідом з іншими. До України вперше приїхав в 1996 році на запрошення Асоціації Айкідо України. З того часу 2-3 рази на рік[джерело?] проводить семінари в різних містах України.
Тепер живе в Барселоні (Іспанія).